# Liu Yulin
Liu Yulin (xinès simplificat: 刘雨霖) (Pequín, 1987) és una directora xinesa de cinema.

## Biografia
Liu Yulin va néixer el 1987 a Pequín (Xina). Filla de l'escriptor Liu Zhenyun (Premi Mao Dun de Literatura de l'any 2011). Va estudiar a la Tish School of the Arts de la Universitat de Nova York on va obtenir el títol de Master en Belles Arts (MFA).
El 2016 va dirigir el seu primer llargmetratge, "Someone To Talk To" (一句顶一万句), adaptació de la novel·la homònima del seu pare, que va escriure el guió. En realitat, la pel·lícula es basa en la segona meitat de la novel·la: la història se centra en la història de dues persones que busquen constantment algú amb qui parlar. És protagonitzada per actors coneguts, com : Mao Hai (毛孩), Li Qian (李倩), Liu Bei (刘蓓), i Fan Wei (范伟).
El 2022 va presentar "In Our Prime "(普通男女) al 27è Festival Internacional de Cinema de Busan i el 2023 al 29è Festival Internacional des Cinémas d’Asie de Vesoul. La pel·lícula amb l'actriu Huang Lu (黄璐) en el paper principal, i els actors Guo Tao (郭涛), Zhang Guoli (张国立) i Duan Bowen (段博文), també està basada en una obra del seu pare.

## Filmografia
| Any  | Títol anglès                 | Títol xinès               | Notes |
| ---- | ---------------------------- | ------------------------- | --- |
| 2013 | Door God                     |                           | Curtmetratge. Va guanyar el Premi a la millor dona estudiant de cinema al "20th Annual Directors Guild of American Student Fils Awards" de l'any 2014. |
| 2016 | Someone to Talk To           | 一句頂一萬句              | Adaptació d'una novel·la del seu pare i amb nominacions a diferents festivals.                                                                         |
| 2018 | Half the Sky                 | 半边天                    | Protagonitzada per Wang Luodan |
| 2019 |                              | Sheng Ming Zhong De Guang | Curtmmetratge. Protagonitzada per, Zhao Wei, Zhou Dongyu i Joan Chen                                                                                   |
| 2021 | We are Glorius and Prosperus |                           | Protagonitzada per Huang Lu, Guo Tao, Wang Jiajia, Wu Yufang i Li Qian                                                                                 |
| 2022 | Just For Meeting You         | 念念 相 忘                | Protagonitzada per Liu Han Cun i Song Wei Long |